# 江拉
江拉，又譯為景拉、江臘，為緬甸撣邦東部邊境的一處傣仂村鎮，位於湄公河西岸的大灣之處，是一片河濱平原。江拉北東南三面被湄公河環繞，西面是唯一與寮國相連的陸地開口。1957年雲南人民反共志願軍的總部由蕩俄北遷至江拉。:207